# Краљовани
Краљовани (слч. Kraľovany) насељено је мјесто са административним статусом сеоске општине (слч. obec) у округу Долни Кубин, у Жилинском крају, Словачка Република.

## Географија
Налази се на ушћу ријеке Ораве у Вах, око 18 км југозападно од Долног Кубина.

## Становништво
| Година:    | 1994. | 2004.   | 2014.   | 2024.   |
| ---------- | ----- | ------- | ------- | ------- |
| Број људи: | 478   | 465     | 443     | 430     |
| Разлика:   |       | -2,71 % | -4,73 % | -2,93 % |

| Година:    | 2023. | 2024.   |
| ---------- | ----- | ------- |
| Број људи: | 429   | 430     |
| Разлика:   |       | +0,23 % |

Према подацима о броју становника из 2011. године насеље је имало 454 становника.